# سارمازنیل
سارمازنیل (انگلیسی: Sarmazenil) دارویی از خانواده بنزودیازپین‌ها است. این دارو به عنوان یک آگونیست معکوس جزئی گیرنده‌های بنزودیازپین عمل می‌کند، به این معنی که باعث ایجاد اثرات وارون با اکثر داروهای بنزودیازپین می‌شود و در عوض به عنوان یک اضطراب زا و تشنج کننده عمل می‌کند. در دامپزشکی برای وارونه کردن اثرات داروهای آرام بخش بنزودیازپین به منظور بیدار کردن سریع جانوران بیهوش استفاده می‌شود.